# Bean River
De Bean River is een 12 km lange rivier in de Amerikaanse staat New Hampshire die ontspringt aan de voet van Saddleback Mountain, verderop ter hoogte van Nottingham gevoed wordt door de uitstroom van Pawtuckaway Lake, waarna hij opgaat in de North River. 